# Marina Vukčević
Marina Vukčević (Podgorica, 24 de agosto de 1993) é uma jogadora montenegrina de handebol que atua como goleira, atualmente joga pelo clube Metz Handball e também é membro da Seleção Montenegrina de Handebol Feminino.